# Ruisandro Cijntje
Ruisandro Minguel Cijntje is een Curaçaos politicus en voormalig politieagent. Sinds 11 mei 2025 is hij lid van de Staten van Curaçao namens de Nationale Volkspartij (PNP). Eerder was hij van 2021 tot 2024 minister van Economische Ontwikkeling (MEO) in het kabinet-Pisas II.

## Leven en werk
Cijntje werd geboren en groeide op op Curaçao. Hij volgde zijn politieopleiding aan de politieacademie in Apeldoorn, Nederland. Daarnaast behaalde hij een bachelor aan de Universiteit van Curaçao en een master in business management aan de Intercontinental University of the Caribbean.
Hij begon zijn carrière bij het politiekorps en werkte daar ruim 25 jaar. Cijntje was tevens actief in de vakbeweging. In zijn vrije tijd was hij een fanatiek voetballer, later werd hij jeugdtrainer en leidde diverse sportclubs.
In 2017 betrad hij de politieke arena. Als kandidaat op de lijst van de PNP behaalde hij 130 voorkeursstemmen bij de verkiezingen van 2017 en 202 stemmen bij de verkiezingen van 2021. Na de verkiezingsuitslag van 2021 vormden MFK en de PNP samen een coalitieregering. Toen PNP kandidaat-minister Ramon Chong niet door de screening kwam, kon de post van minister van Economische Ontwikkeling niet worden ingevuld. Op 22 september 2021 werd Ruisandro Cijntje beëdigd als minister van Economische Ontwikkeling en opvolger van Steven Martina.
Op 21 augustus 2024 stapte Cijntje samen met twee andere PNP-ministers uit het kabinet-Pisas II nadat de fractie van MFK in de Staten het vertrouwen had opgezegd in PNP-parlementariërs Sheldry Osepa en Gwendell Mercelina. Sinds 11 mei 2025 maakt hij deel uit van de PNP-fractie in de Staten van Curaçao.
In 2024 kwam hij onder verscherpt toezicht te staan nadat oppositiepolitici ernstige zorgen uitten over meerdere incidenten waarbij Cijntje vrouwen in openbare gelegenheden zou hebben lastiggevallen of mishandeld.
Ruisandro Cijntje is getrouwd met Michelline Cijntje en samen hebben zij drie kinderen.